# Tipicha champanheti
Tipicha champanheti är en skalbaggsart som beskrevs av Soula 2002. Tipicha champanheti ingår i släktet Tipicha och familjen Rutelidae. Inga underarter finns listade i Catalogue of Life.